# Mastrus aciculatus
Mastrus aciculatus är en stekelart som först beskrevs av Léon Abel Provancher 1886.  Mastrus aciculatus ingår i släktet Mastrus och familjen brokparasitsteklar. Inga underarter finns listade i Catalogue of Life.